# Hafizh Syahrin
Hafizh Syahrin (Selangor, 5 de maio de 1994) é um motociclista malaio, atualmente compete na MotoGP pela Petronas Raceline Malaysia.

## Carreira
Hafizh Syahrin fez sua estreia na Moto2 em 2011. 